# Dawn of Dreams (album)
Dawn of Dreams è l'album di debutto del gruppo musicale svedese Pan.Thy.Monium, pubblicato nel 1992.

## Tracce
1. Senza titolo – 21:49
2. Senza titolo – 5:51
3. Senza titolo – 4:03
4. Senza titolo – 3:06
5. Senza titolo – 2:42
6. Senza titolo – 4:26
7. Senza titolo – 3:00

## Formazione
- Derelict - voce
- Äag - chitarra solista, organo, sassofono baritono
- Mourning - chitarra ritmica
- Day DiSyraah - basso, tastiere
- Winter - batteria, percussioni, violino